# Gangster Town
Gangster Town is een computerspel dat werd ontwikkeld en uitgegeven door Sega. Het spel kwam in 1987 uit voor de Sega Master System. Dit spel kan gespeeld worden met het laserpistool dat door Sega werd ontwikkeld. De speler speelt een politieagent in de buurt van Chicago en moet het opnemen met tientallen misdadigers. Het speel heeft veel oog voor detail. In het spel kunnen flessen, panelen, rioolkoppen worden kapotgeschoten. Het spel kent ook bonusgames zoals het vinden van een sleutel in een stenen muur. Het is mogelijk om met twee spelers tegelijkertijd te spelen. 

## Ontvangst
| Beoordeeld door       | Datum           | Score |
| --------------------- | --------------- | ----- |
| The Video Game Critic | 25 april 2003   | 100%  |
| All Game Guide        | 1998            | 90%   |
| Génération 4          | maart 1988      | 85%   |
| Game Freaks 365       | 14 juni 2005    | 82%   |
| Defunct Games         | 5 februari 2012 | 75%   |
| Power Play            | 1987            | 65%   |
| VideoGame             | juli 1991       | 60%   |